# Jan z Jenštejna
Jan VI z Jenštejna ou Johann von Jenstein (en français Jean de Jenstein) (né en 1344/1348 mort à Rome 17 juin 1400) fut archevêque de Prague de 1379 à 1396.

## Biographie
Son oncle et prédécesseur Jan Očko z Vlašimi ayant été nommé cardinal par le pape Urbain VI, il lui succède comme archevêque et comme chancelier en 1379.
Il s'oppose rapidement au roi Venceslas IV qui privilégie les représentants de la petite noblesse et de la bourgeoisie et il doit démissionner dès 1384 de sa charge de chancelier que Venceslas confie à son favori Jean Bruno, ancien vice chancelier, auquel succède à son poste le négociant praguois Sigismond Huler, fils d'un bourgeois d'Egra.
Les nouveaux favoris, méprisés par la noblesse du fait de leur origine sociale, ne cessent de contester sa souveraineté juridique de « métropolite » de Prague. L'archevêque parvient toutefois à faire échouer le plan du roi visant à ériger l'abbaye de Kladruby en évêché. Le conflit se poursuit au sujet du droit d'intervention des nobles et de l'élargissement de leur souveraineté territoriale. C'est dans ce contexte que Venceslas IV fait le 20 mars 1393 arrêter et cruellement torturer et précipiter dans la Vltava du Pont Charles son vicaire général Jean de Nepomuk. Ce meurtre provoque une fronde l' « Union seigneuriale » groupée autour de Henri de Rosemberg qui arrête le roi le 8 mai 1394 et nomme son cousin le margrave, Jobst de Moravie, « administrateur du Royaume » . Venceslas IV, emprisonné au château de Wilberg en Autriche, est libéré le 1er août, grâce à l'intervention de Jean de Görlitz et de Robert II du Palatinat
Jean de Jenstein qui n'obtient pas le soutien du Pape doit renoncer à sa fonction le 2 avril 1396 et il a comme successeur son neveu Olbram ze Škvorce. Il se retire à Rome où il meurt oublié le 17 juin 1400 après que sa nomination comme patriarche latin d'Alexandrie eut été envisagée. Sa défaite met fin à l'étroite collaboration entre le souverain et la hiérarchie ecclésiastique voulue par le roi Charles IV.

## Liste connexe
- Liste des évêques et archevêques de Prague
- Venceslas Ier

## Sources
- Jörg K.Hoensch Histoire de la Bohême Éditions Payot Paris (1995)  (ISBN 2228889229)
- Pavel Bělina, Petr Čornej et Jiří Pokorný Histoire des Pays tchèques Points Histoire U 191 Éditions Du Seuil Paris (1995)  (ISBN 2020208105)